# Labyrinthe de Merville
Le labyrinthe de Merville est un labyrinthe végétal du jardin d’agrément du château de Merville, commune française du département de la Haute-Garonne. Il a été conçu avec le château et ouvert au public avec une vocation ludique en 2005. Le parc a une superficie de 30 hectares et le labyrinthe 4 hectares.

## Présentation
Le marquis Henri Auguste de Chalvet-Rochemonteix, sénéchal de Toulouse, dirige entre 1743 et 1759 la construction d’une grande demeure sur le territoire de Merville, sur lequel son aïeul Mathieu de Chalvet avait acheté tous les droits en 1575, en remplacement des deux existantes.
Il s’implique aussi dans la création d’un dédale de buis, s’inscrivant dans un parc organisé suivant des dessins d’André Le Nôtre.
Le jardin du château est classé Monument historique depuis le 11 décembre 1987. Il commence par une terrasse qui se déploie à l’est devant la façade de briques roses du château, puis se prolonge par une allée longue de 600 mètres bordée de pins parasols, qui s’achève dans une niche de verdure.
Le labyrinthe a quant à lui reçu le label Jardin remarquable du ministère de la Culture en 2005, année de son ouverture au public. Réputé être le plus grand dédale de buis d’Europe, il compte environ 6 kilomètres d’allées, ombragées par des chênes. Il attire plus de 35 000 visiteurs par an.
Le parc a été durement touché en janvier 2009 par la tempête Klaus, qui a déraciné une trentaine d’arbres[réf. souhaitée].

## Sources
- Site officiel
- « Déjouez les Dieux grecs ! Le labyrinthe de Merville », Haute-Garonne, no 118,‎ juillet 2011, p. 27 (ISSN 2116-2956).